# Oriol Puig i Bultó
Oriol Puig i Bultó   (Barcelona, 12 de desembre de 1935) és un antic pilot de motociclisme català, un dels pioners de les modalitats fora d'asfalt que van introduir-se a la península Ibèrica cap al final de la dècada de 1950 i començaments de la de 1960: motocròs, enduro (conegut aleshores com a Tot-Terreny) i trial. Durant la seva etapa d'activitat aconseguí diversos èxits en aquests esports, entre els quals tres Campionats d'Espanya de motocròs, un d'enduro, cinc medalles d'or als ISDT i diversos campionats de Catalunya.
Nebot de Francesc Xavier Bultó i enginyer industrial de formació, al llarg de la seva vida ha ocupat diversos càrrecs de responsabilitat relacionats amb el món del motociclisme, essent fins al 2018 director de la Comissió Tècnica de la Federació Internacional de Motociclisme (FIM) i membre dels òrgans de govern la federació estatal (RFME). Fou també el director esportiu de Bultaco durant l'època en què aquesta empresa tingué activitat, encarregant-se del departament de competicions.

## Trajectòria esportiva

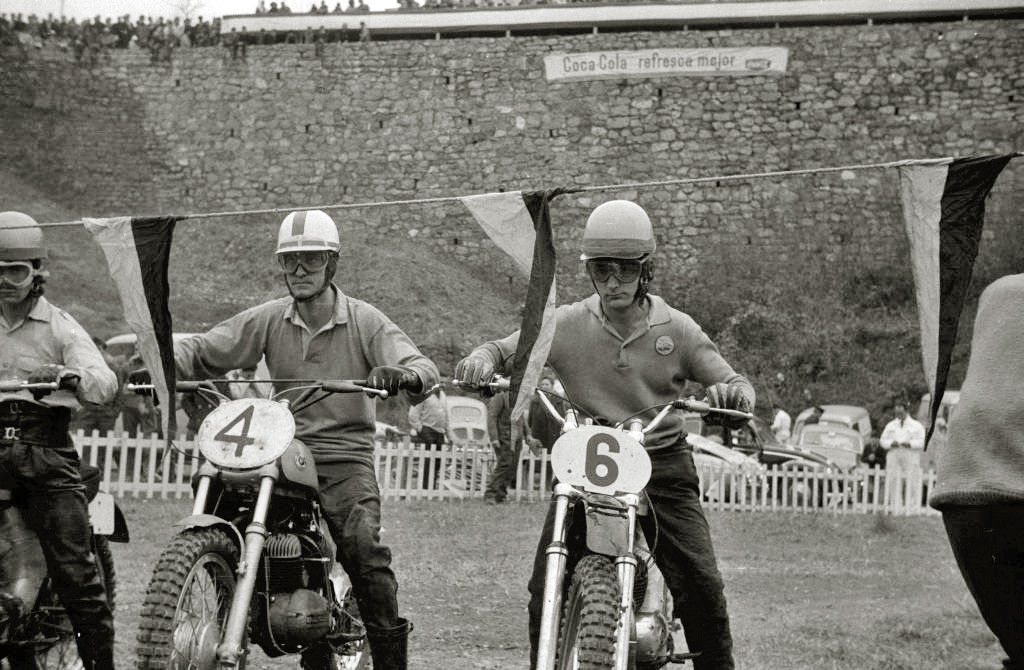
Al motocròs d'Aiete de 1963 (núm. 4), al costat de Pere Pi (núm. 6).

Oriol Puig Bultó començà a competir de ben jove en curses de velocitat com a pilot oficial de Montesa integrant un equip format, entre d'altres, pel seu cosí Joan Soler Bultó i històrics pilots catalans com ara Josep Maria Llobet "Turuta", Marcel Cama o els germans Elizalde. Ben aviat, però, es decantà per les noves modalitats de fora d'asfalt.

### Motocròs
Ja el 1959 participà en una cursa de motocròs a Manresa amb una Tralla 101 modificada, cursa que fou guanyada per l'aleshores pilot de Derbi Pere Pi, anys a venir un dels seus màxims rivals tant en curses de motocròs com en proves de trial.
Oriol Puig progressà ràpidament en aquesta modalitat, guanyant el campionat estatal de 125 cc el 1960 i el de 250 cc els anys 1963 i 1964, aquests dos disputats a una sola cursa a Sant Sebastià i Burgos respectivament. Com a anècdota, el títol de 1963 el guanyà gràcies en part a la iniciativa del seu oncle Francesc Xavier Bultó, qui entre l'entrenament de dissabte i la cursa de diumenge feu fabricar, transportar per carretera de Barcelona a Sant Sebastià i muntar a la seva moto un joc de pinyons del canvi de marxes que li permetrien de guanyar mig segon per volta, amb la consegüent victòria i campionat. Pel que fa al títol de 1964, també el seu oncle hi tingué quelcom a veure, ja que li aconsellà de passar un doble salt de cop en comptes de fer-ho en dos salts, cosa que li permeté d'avançar a Pere Pi i aconseguir així la victòria.
Puig Bultó va guanyar també dos campionats de Catalunya de motocròs (1961 i 1962).

#### Palmarès al Campionat d'Espanya
| Any          | Motocicleta  | 250 cc     | 125 cc |
| ------------ | ------------ | ---------- | ------ |
| 1959         | Bultaco      | 5è         | -      |
| 1960         | Bultaco      | 2n         | 1r     |
| 1961         | Bultaco      | ?          | ?      |
| 1962         | Bultaco      | ?          | 2n     |
| 1963         | Bultaco      | 1r         | 4t     |
| 1964         | Bultaco      | 1r         | ?      |
| 1965         | Bultaco      | 2n         | -      |
| 1966         | Bultaco      | 3r         | -      |
| Total títols | Total títols | 2          | 1      |
|              |              | 3 estatals |        |

### Enduro
La disciplina de l'enduro, aleshores anomenada Tot-Terreny, fou una de les que més aviat va provar Puig Bultó. El 1958 ja formà part de l'equip estatal "B" (al costat de Josep Raja, Josep Romeu i Enric Palero) per al Vas d'argent als Sis Dies Internacionals celebrats a Garmisch-Partenkirchen sota unes dures condicions climatològiques. En aquella ocasió pilotà una OSSA 164 cc, ja que decidí canviar de marca per solidaritat amb el seu oncle, que havia plegat de Montesa i encara no havia creat Bultaco.

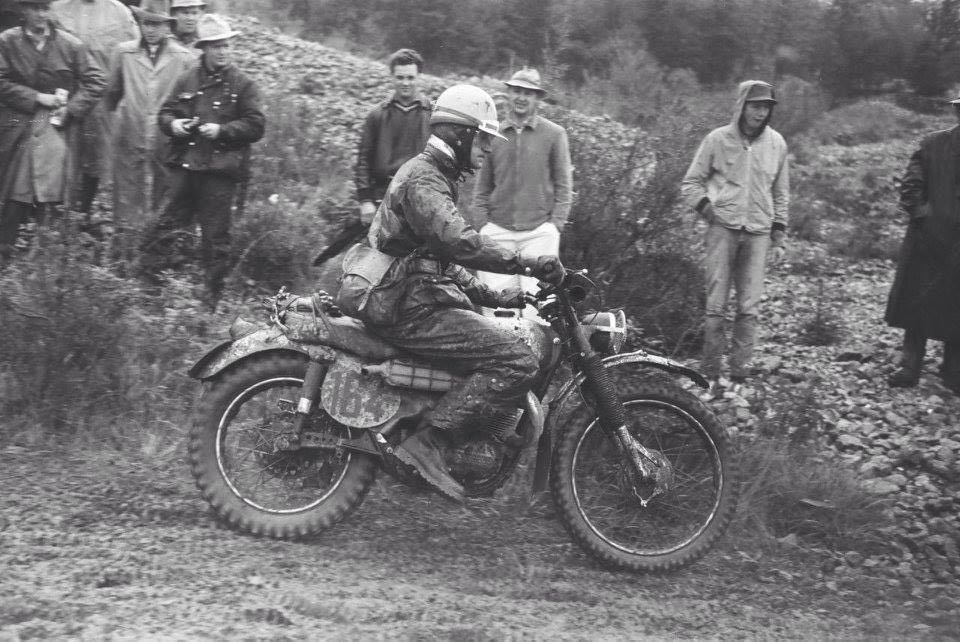
Amb la Bultaco Sherpa S als ISDT de 1962, a Garmisch-Partenkirchen, on guanyà la seva primera medalla d'or

El 1962, juntament amb José Sánchez (català d'origen murcià que aleshores començava a destacar en competicions de fora d'asfalt), decidiren de participar pel seu compte als ISDT, que tornaven a celebrar-se a Garmisch-Partenkirchen. El fet d'anar tots dos sols per mig Europa en un petit cotxe amb un remolc on duien dues Sherpa S 175 i un motor de recanvi fou aleshores força complicat. Malgrat no tenir cap assistència de mecànics, ajudants ni mànagers guanyaren sengles medalles d'or a la prova, esdevenint així els dos primers catalans a aconseguir-ho. Com a anècdota, mentre es desplaçaven a Alemanya passaren per Itàlia on el seu oncle assistia als pilots de velocitat de Bultaco John Grace i Ramon Torras a Monza. Grace li suggerí a Don Paco que els sufragués econòmicament el viatge, i aquest els digué que els en pagaria el 50% de les despeses si aconseguien una medalla d'argent, i el total si era d'or. Així doncs, el viatge els sortí de franc.
Des d'aleshores, Oriol Puig sovintejà les seves participacions en els ISDT, aconseguint-hi un total de 9 medalles (de les quals, cinc d'or) en un total de deu participacions (nou de consecutives entre 1962 i 1970). Una de les seves millors actuacions fou a l'edició de 1966 a Villingsberg (Suècia) on juntament amb José Sánchez, Costa, Ferrer, Bordoy i Casimir Verdaguer es classificaren setens al Trofeu, aconseguint entre tots quatre medalles. Aquell mateix any, guanyà el segon Campionat d'Espanya de Tot-Terreny que es disputava.
Gràcies als seus èxits en aquestes competicions, Bultaco anà desenvolupant les seves motos de Tot-Terreny, inicialment derivades de la Sherpa S, que amb els anys donaren pas al model conegut com a Matador, aparegut cap a 1965.

#### Palmarès als ISDT
Font:
| Any  | Medalla | Lloc                             |
| ---- | ------- | -------------------------------- |
| 1962 | Or      | Garmisch-Partenkirchen (RFA)     |
| 1963 | Argent  | Špindleruv Mlýn (Txecoslovàquia) |
| 1964 | Argent  | Erfurt (RDA)                     |
| 1965 | Bronze  | Illa de Man                      |
| 1966 | Or      | Villingsberg (Suècia)            |
| 1967 | Or      | Zakopane (Polònia)               |
| 1968 | Argent  | San Pellegrino Terme (Itàlia)    |
| 1969 | Or      | Garmish Partenkirchen (RFA)      |
| 1970 | Or      | El Escorial (Espanya)            |

### Trial

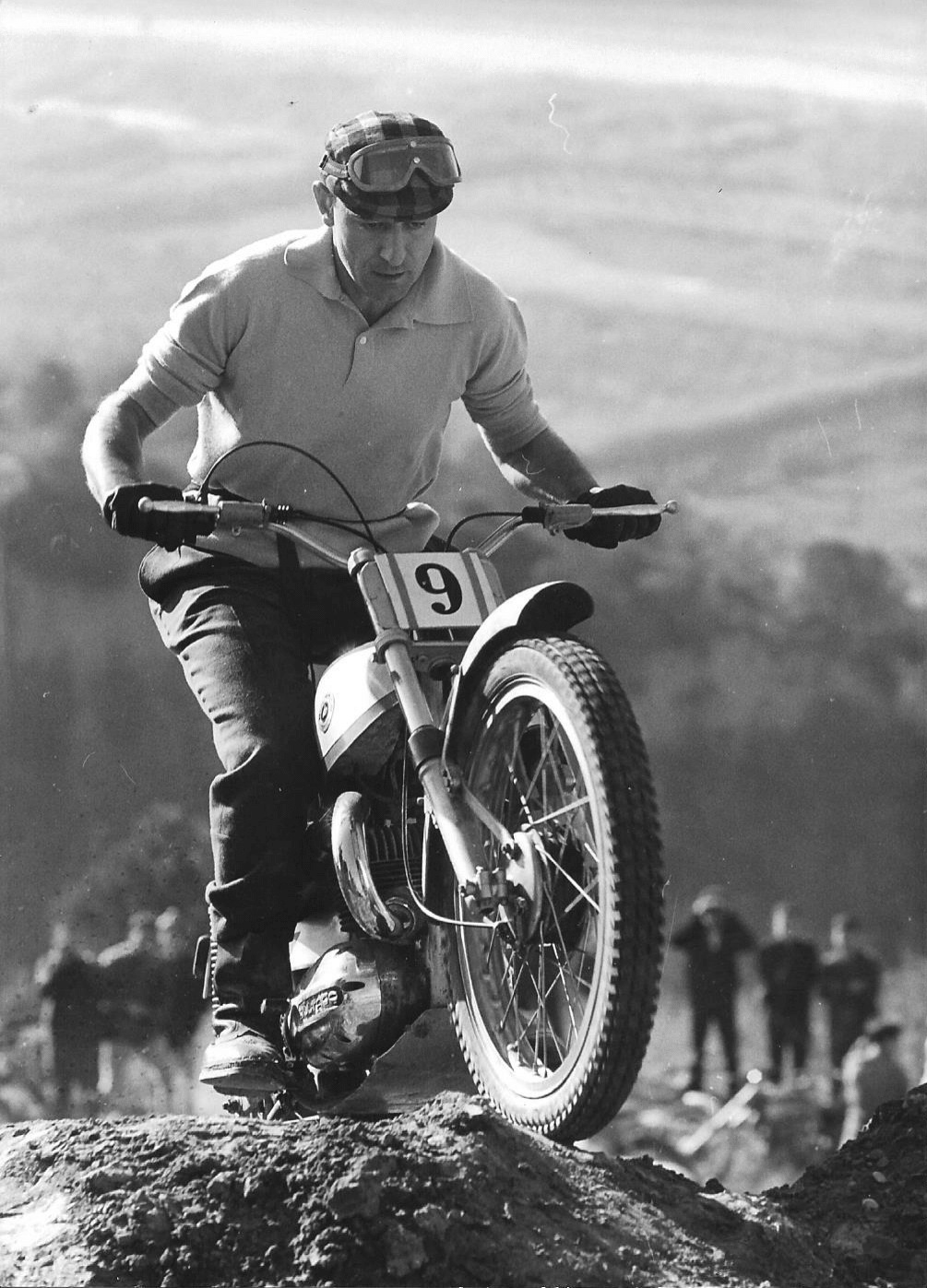
Amb la Bultaco Sherpa T al Trial del Papiol de 1967

A començaments dels 60, la família Bultó tingué un paper clau en la introducció del trial a Catalunya i l'expansió internacional d'aquest esport arreu del món. El 1962, Oriol Puig i Joan Soler Bultó participaren en un trial que organitzà la FIM a París per tal d'investigar sobre el terreny aquella desconeguda disciplina i millorar els prototipus de la marca. Ja el 1964, Puig se n'anà amb un Seat 600 als Sis Dies d'Escòcia a provar els nous prototipus, més evolucionats, pilotant-ne un ell i l'altre el britànic Tom Ollerton. Puig Bultó abandonà, però el millor pilot de l'època, el nord-irlandès Sammy Miller, s'interessà per aquelles motos i arribà a provar-les, quedant-ne tan gratament impressionat que a finals d'estiu d'aquell any, 1964, viatjà a Cunit (a la finca particular de Francesc Xavier Bultó) per tal de participar en el desenvolupament de la moto que acabà esdevenint la revolucionària Bultaco Sherpa T.
Un cop Miller hagué enllestit el prototipus a Cunit i començà a fer-lo servir al Regne Unit, tingué problemes a les zones humides i enfangades, on la Bultaco no tenia tanta tracció com les motos de 4 temps (o fins i tot com la Greeves de 2 temps), de manera que Oriol Puig se n'hi anà carregat de components de motor, transmissió i suspensions, i després de quatre dies de proves deixaren la moto a gust del campió i llesta per a entrar en producció.
Poc després, a l'octubre, Oriol Puig participà en una prova promocional de trial a Grenoble, acompanyat entre altres catalans per Pere Pi, Manuel Giró i els seus parents Joan Soler, Jaume Marquès, Isidre Marquès i Ignasi Bultó. A partir d'aleshores, Oriol Puig Bultó fou un dels millors pilots de trial en la fase inicial d'aquest esport al país, competint per la victòria en diverses ocasions amb els seus cosins Joan Soler i Jaume Marquès, així com amb Pere Pi (gairebé l'únic pilot de Montesa capaç de plantar cara als oficials de Bultaco). El domini de la família Bultó era tan gran aleshores, que al I Campionat de Catalunya de trial (consistent en vuit proves disputades entre 1964 i 1965), ocuparen les tres primeres posicions finals: Joan Soler Bultó, Manuel Marquès i Oriol Puig Bultó, per aquest ordre. Puig Bultó va acabar guanyant-ne el títol el 1969.

#### Palmarès al Campionat d'Espanya
Font:
| Any  | Motocicleta | Posició |
| ---- | ----------- | ------- |
| 1969 | Bultaco     | 3r      |
| 1970 | Bultaco     | ?       |
| 1971 | Bultaco     | 5è      |
| 1972 | Bultaco     | 16è     |

## Trajectòria professional

### Bultaco
El 1958, quan Francesc Xavier Bultó va crear Bultaco, Oriol Puig estava estudiant enginyeria industrial. El seu oncle li va proposar de participar en l'accionariat de la nova empresa i d'entrar-hi a treballar, primer a temps parcial i, un cop hagués acabat els estudis, a plena dedicació. Puig Bultó va acceptar i, al llarg dels anys, va exercir diverses funcions a l'empresa de Sant Adrià de Besòs: primer hi va fer d'enginyer de disseny-provador; després, de responsable del servei tècnic postvenda d'exportació i, més endavant, en fou durant anys director de competicions. Finalment, ja en els últims temps de crisi, hi va exercir de director comercial. Un cop va haver d'abandonar l'empresa familiar, va treballar uns anys de director general d'exportació a Derbi, concretament de 1981 a 1998.

### FIM
Oriol Puig va entrar a la FIM com a membre de Comissió al Congrés de 1973. El 1981, al Congrés de Tòquio, en fou elegit President de la Comissió Tècnica (CTI) per a un mandat de quatre anys. Finalitzat el període en fou reelegit, i així successivament cada quatre anys fins que el 31 de desembre del 2018, després de 45 anys a la FIM, va demanar a la federació espanyola (RFME) que no tornés a presentar la seva candidatura.
Com a president i director de la CTI, Puig Bultó va viatjar arreu del món, ja fos per a assistir a competicions, reunions o seminaris per la formació dels comissaris tècnics (els qui comproven que les motos que participen en competicions compleixen els reglaments tècnics i les normes de seguretat de la FIM). Durant aquella llarga etapa va compaginar la seva residència a Barcelona amb estades a Mies (Vaud), petita població prop de Ginebra on hi ha la seu de la FIM. Actualment, segueix passant llargues temporades a Ginebra, on la seva muller, Marta, treballa a l'Oficina de l'Organització de les Nacions Unides. El matrimoni té també una segona residència a Castellterçol, Moianès.

## Guardons
Font:
- 1963 - Medalla d'argent al mèrit motociclista de la RFME
- 1964 - Sengles medalles al mèrit esportiu de la Diputació de Barcelona i del ministeri d'esports espanyol
- 1968 - Medalla al mèrit esportiu del ministeri d'esports espanyol
- 1994 - Medalla d'or al mèrit motociclista de la RFME
- 2020 - Premi Legends de la FCM[25]

## Galeria d'imatges

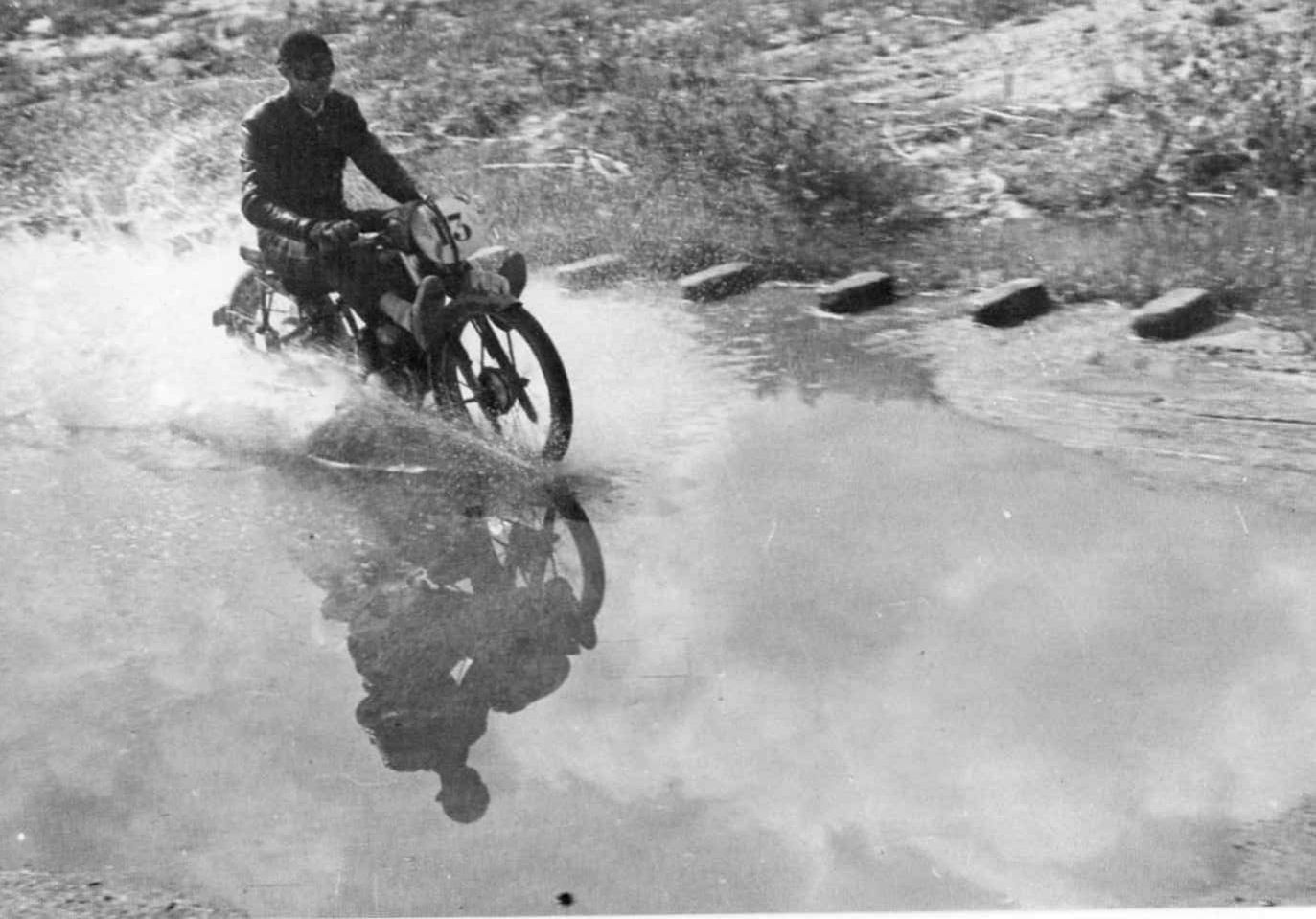
A la Volta al Vallès de 1952, on guanyà a 17 anys
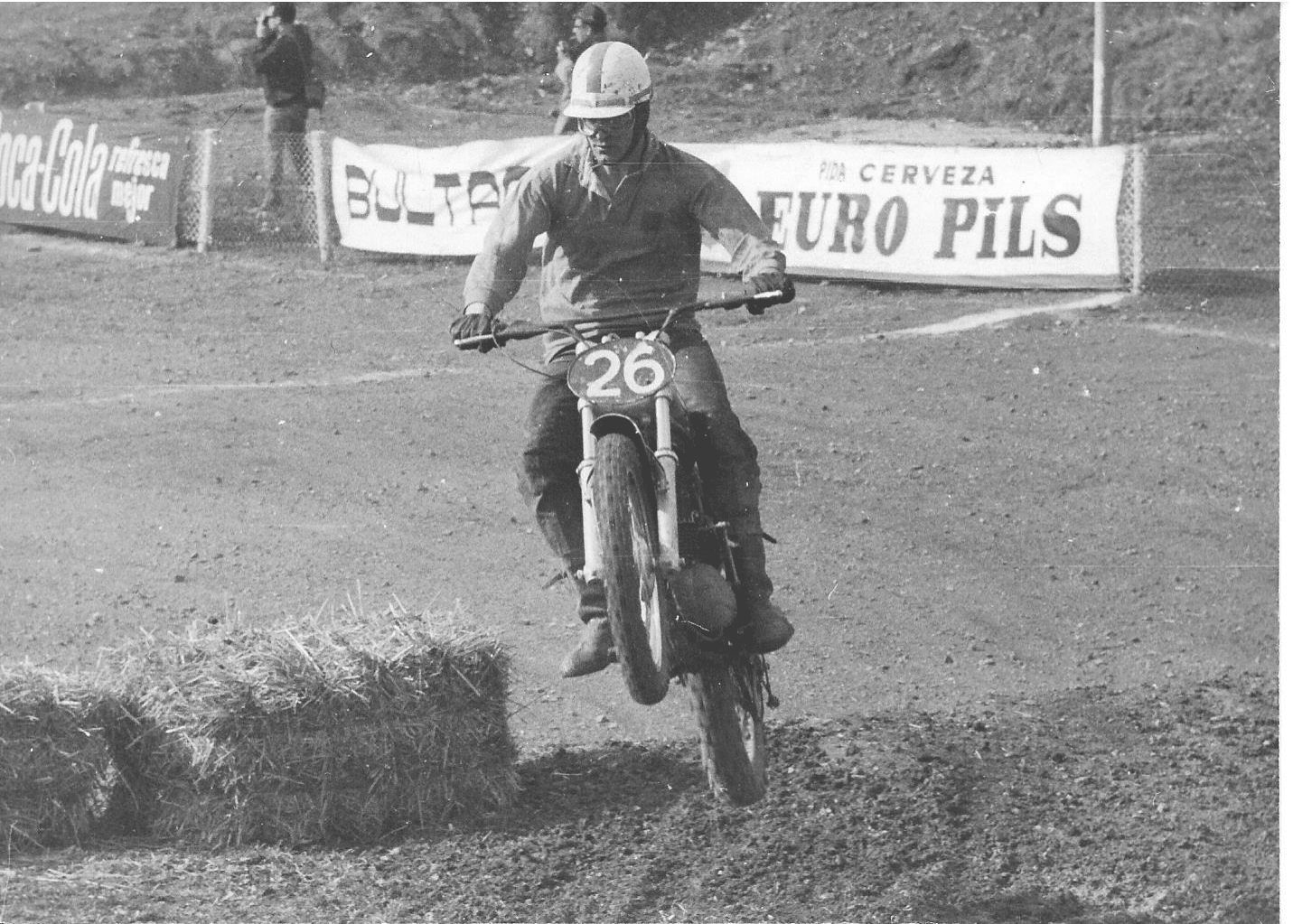
Al GP d'Espanya de motocròs de 1964
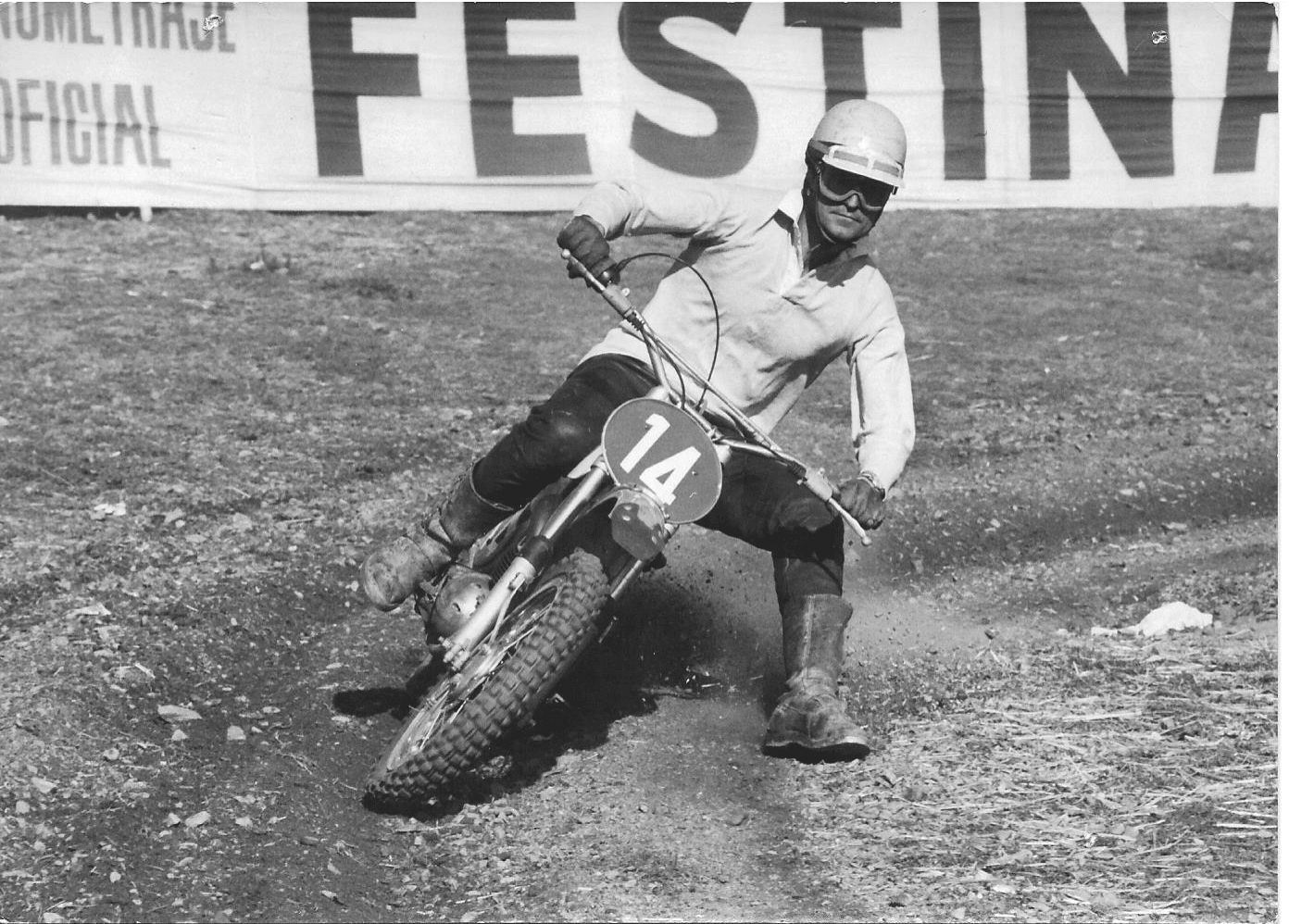
Al GP d'Espanya de motocròs de 1966
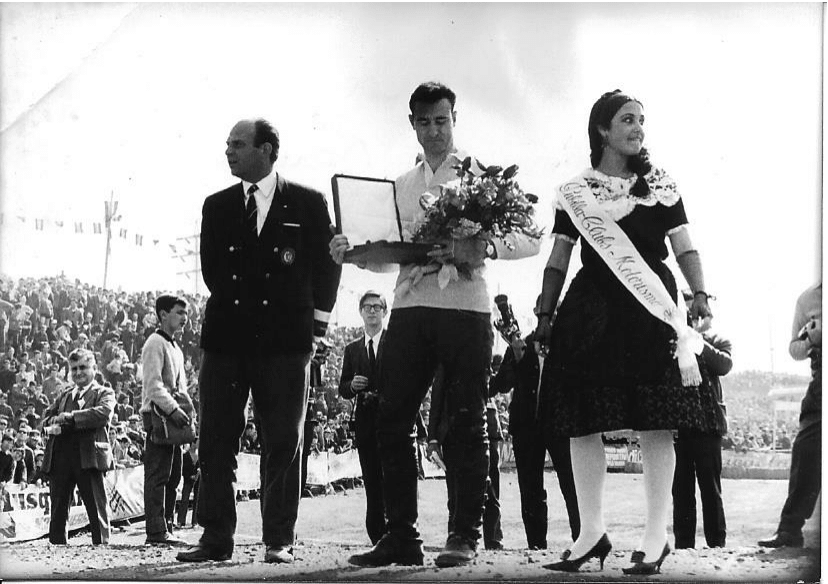
Homenatge el 1967, amb motiu de la seva retirada del motocròs

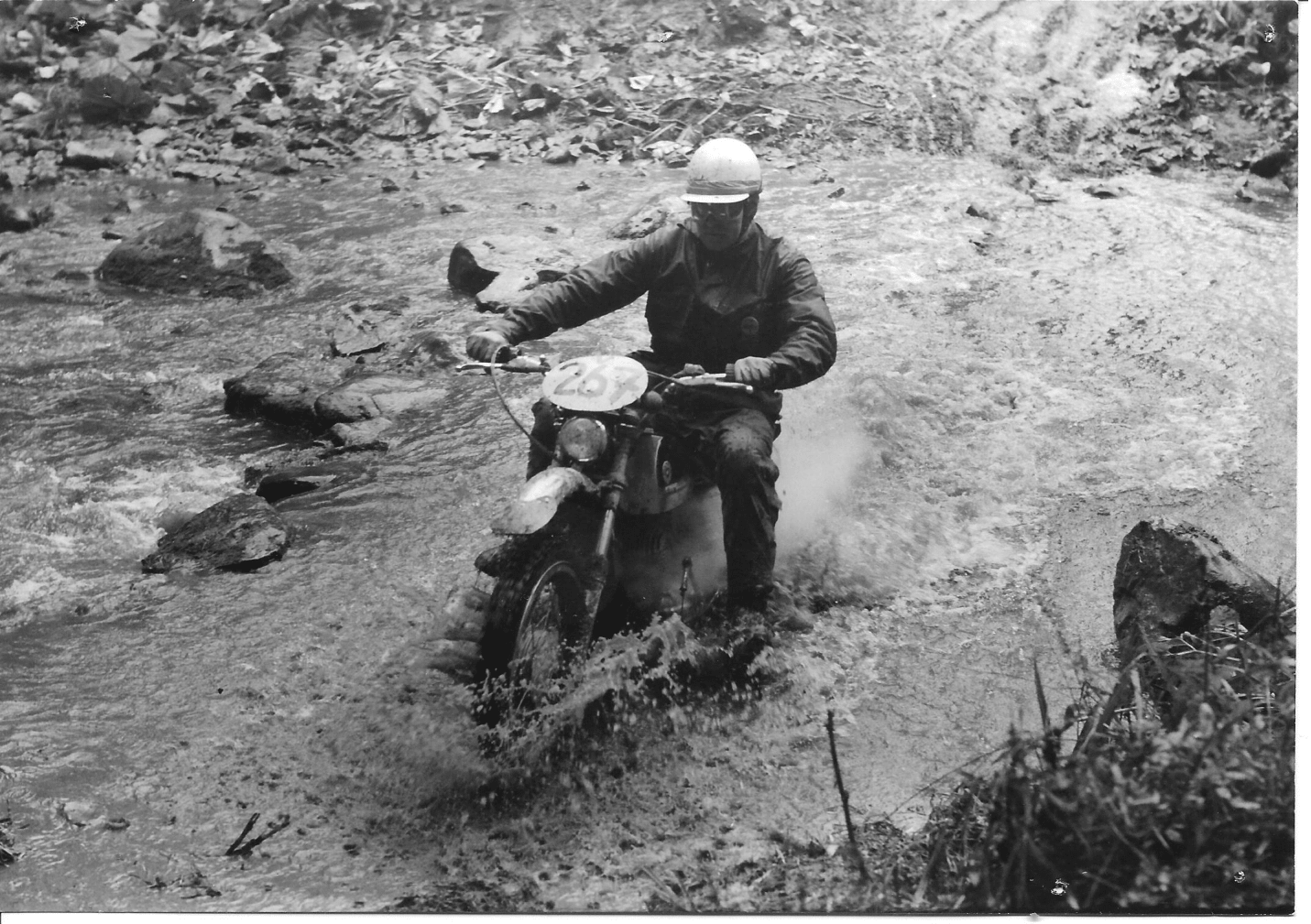
Als ISDT de 1969, a Garmisch-Partenkirchen
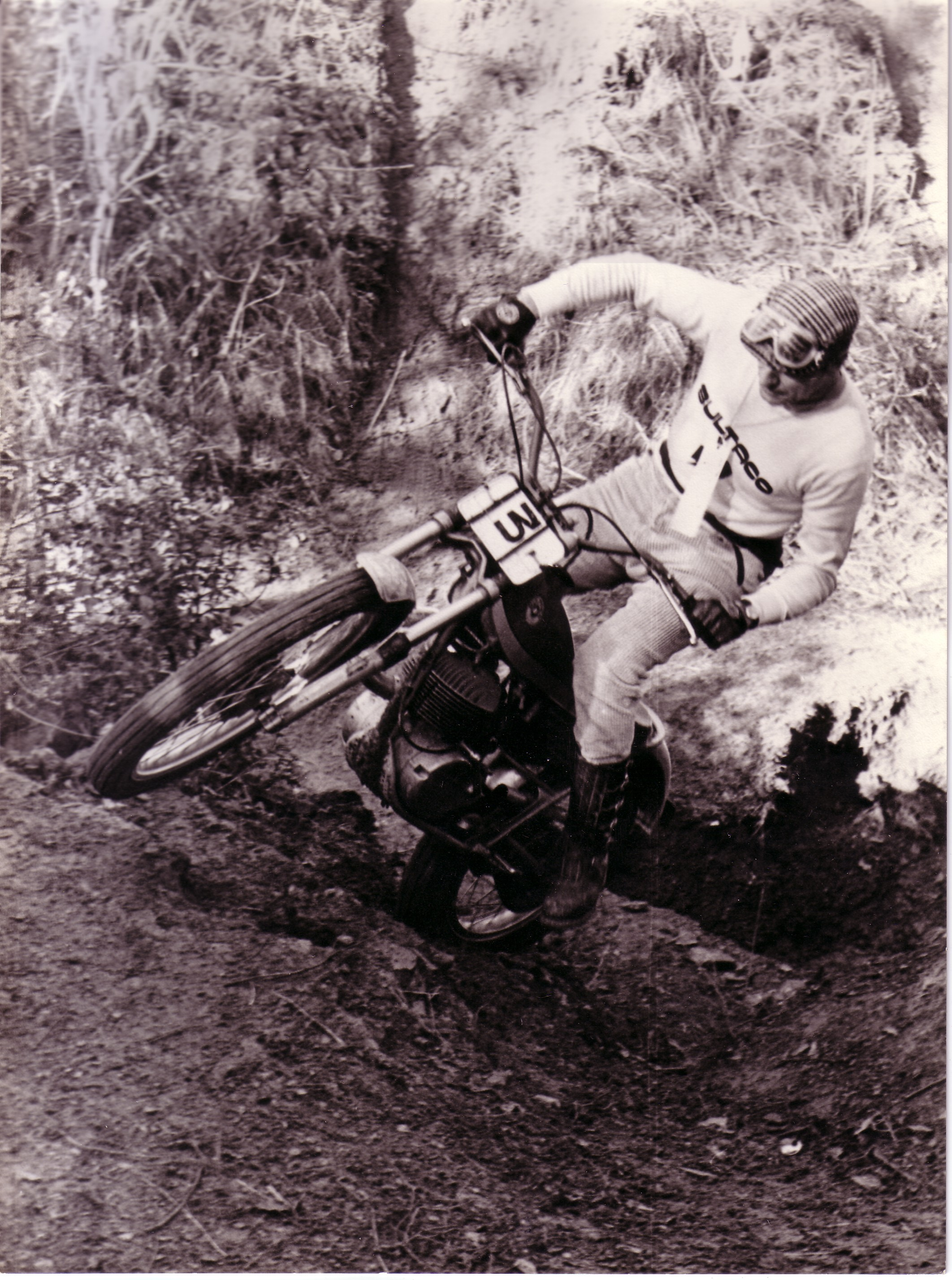
Al Trial de Reis de 1971
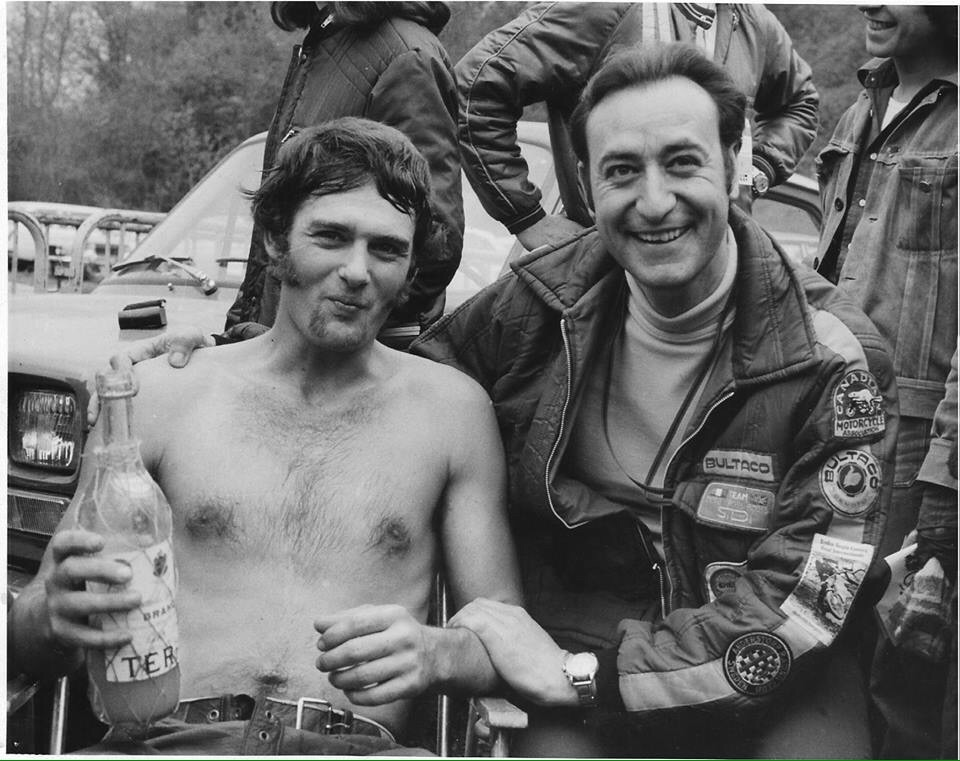
Amb Jim Pomeroy el 1973
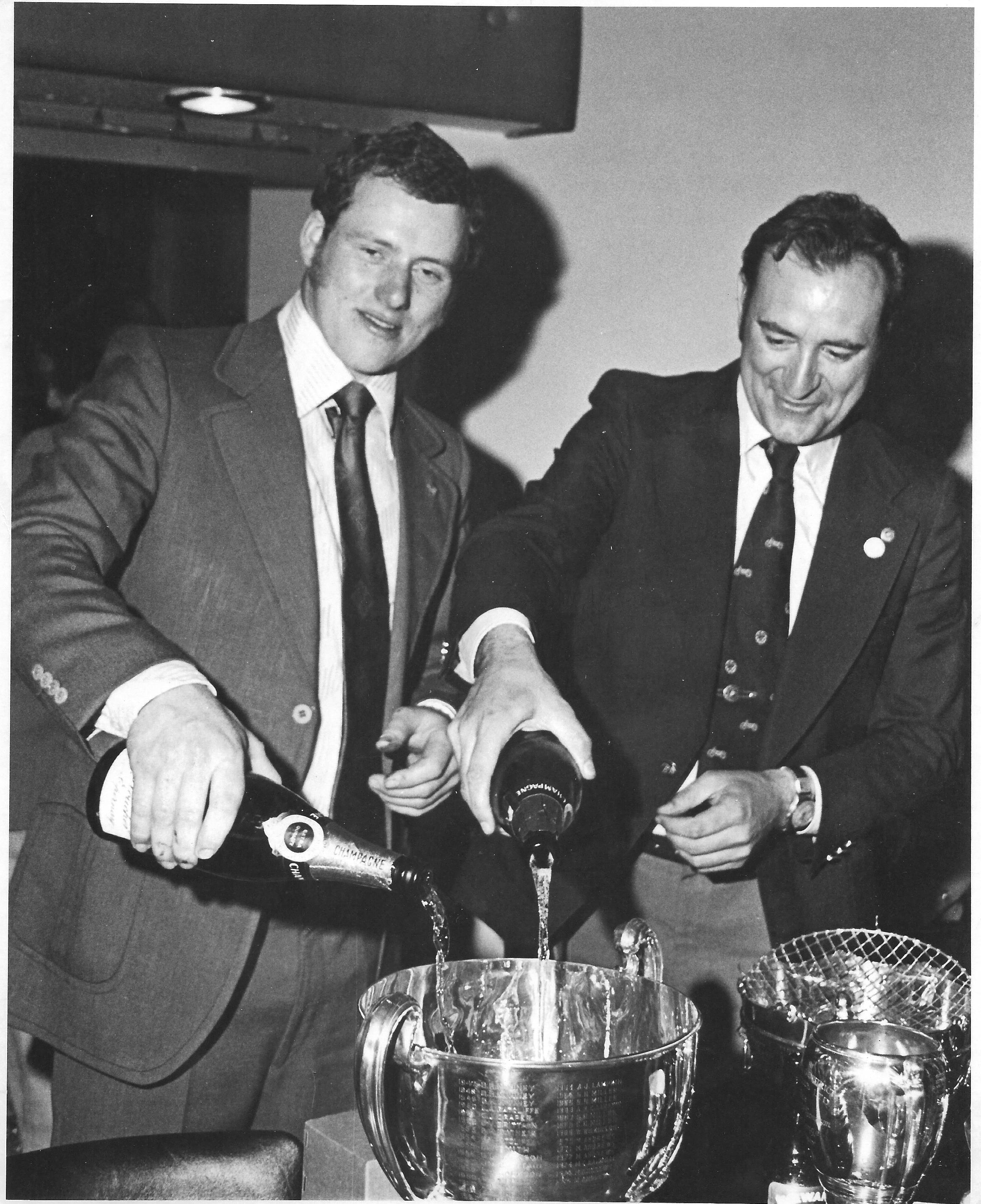
Amb Martin Lampkin el 1976
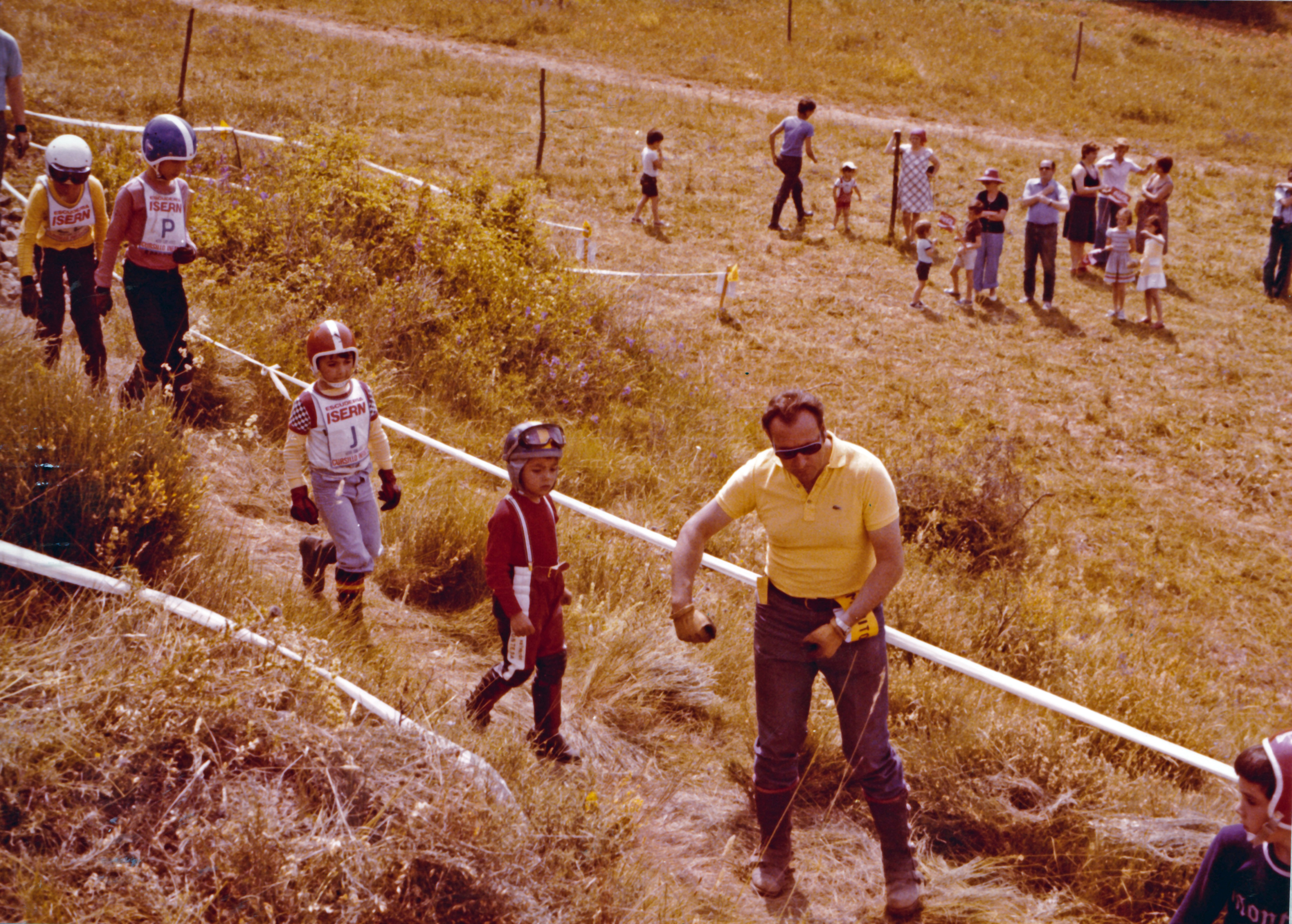
En un curset infantil al Toll el 1976